# Unió Esportiva de Sants
La Unió Esportiva de Sants es un club polideportivo del barrio de Sants, en la ciudad de Barcelona, comunidad autónoma de Cataluña, España. Fue fundado en 1922 y el primer equipo de fútbol milita en Primera Catalana.

## Historia
Fundado en 1922 tras la fusión de dos equipos de fútbol, el Football Club Internacional y el Centre Sports de Sants. Ambos clubes tenían secciones de ciclismo: el Club Ciclista Nou Velòdrom de Sants y el Velo Club Sants.
El Sants heredó la plaza del Internacional FC en la primera categoría del Campeonato de Cataluña, competición oficial cuyos campeones, entonces, se clasificaban para la Copa del Rey. La temporada 1925-1926 el Sants fue subcampeón de Cataluña, al quedar a cuatro puntos del FC Barcelona. La temporada 1929-1930 descendió, aunque logró regresar tras ser campeón de Cataluña de segunda categoría en 1932. El regreso fue efímero, ya que perdió la categoría un año después. Posteriormente, logró nuevamente el campeonato de Segunda categoría en 1934 y 1937.
Entre los años 1950 y 1960 el club, que jugaba en Tercera División, intentó infructuosamente ascender a Segunda División. Hasta en cinco ocasiones disputaron, sin éxito, las promociones de ascenso a la segunda categoría de la liga española.
La temporada 1956-1957 fue campeón de Tercera, pero perdió en la promoción de ascenso con el CD Alcoyano. La siguiente temporada nuevamente se quedó a las puertas, tras caer en la promoción ante el Terrassa FC. La temporada 1958-1959 volvió a proclamarse campeón de Tercera y, por tercer año consecutivo, disputó la promoción de ascenso. Pero en la eliminatoria decisiva fue superado por el RCD Mallorca. No sería hasta 1965 cuando volvió a luchar por el ascenso a la Segunda División. En una disputada eliminatoria ante el CD Almería, que necesitó partido de desempate, los sansenses volvieron a quedarse a las puertas del ascenso. Un año después, la temporada 1965-1966, la historia se repitió. Tras eliminar al CF Extremadura, los catalanes cayeron en la final de la promoción ante el Club Ferrol. Este partido se disputó en el Camp Nou, ya que dos años antes los sanseses se vieron obligados a abandonar su histórico estadio de la calle Galileu, que fue demolido para que se construyese la avenida Madrid.
A partir de aquí, y durante una década, el club, sin campo propio, se vio obligado a peregrinar por varios estadios, jugando de prestado en las instalaciones de otros equipos como el RCD Español, el CE L'Hospitalet, el CE Europa, el CF Prat, el CA Ibèria y el FC Barcelona.
Desde 1984 hasta 2010 le fue cedido el Campo de Magoria, donde jugó en Tercera División, Territorial Preferent, Regional, etc. alternativamente.
De nuevo en 2011, debido a una remodelación urbanística de la zona, el club se vio forzado a jugar en el campo de La Bàscula y posteriormente en el de l'Energia, esperando a poder volver de nuevo al campo de La Magoria.
En la temporada 2016-17 jugó el play off de ascenso a Tercera División al quedar segundo clasificado contra el Reus B, perdiendo la eliminatoria. 
El 19 de diciembre del 2017, la FCF anunció que el equipo pasaría a formar parte de la Tercera División a partir de la temporada 2018-19 luego de un recurso presentado ante el Tribunal Català de l'Esport tras otra impugnación derivada del juego contra la Unió Atlètica d'Horta celebrado el 9 de abril, el cual pudo influir en el ascenso directo del Sants.

## Palmarés
- Liga de Tercera División (2): 1957, 1959

## Estadísticas del club
- Temporadas en 1ª: 0
- Temporadas en 2ª: 0
- Temporadas en 2ªB: 0
- Temporadas en 3ª: 28